# Páskán
Páskán (románul Pașcani) megyei jogú város (municípium) Iași megyében, Moldvában, Romániában.

## Elhelyezkedése
A város a megye nyugati részén található, 75 km-re a megyeszékhelytől, Jászvásártól nyugat-északnyugat irányban, a Suceavai-fennsík déli részén, a Szeret folyó jobb partja felőli oldalon.

## Történelem
Első írásos említése 1419-ből való, majd 1453-ból való okiraton is megjelemik a neve, melyet Alexăndrel moldvai fejedelemnek címeztek, mely szerint a falu egy Oană Pașcă nevű bojár tulajdonában van, innen származtatják a város nevét is.
A város már a 19. században fontos út- és vasúti csomópont, valamint vásáros hely volt, ahol évi 21 nagyvásárt tartottak.  A város fejlődését is nagyrészt földrajzi helyzetének köszönheti. Itt megy keresztül a Suceavát Bacăuval, illetve Bukaresttel összekötő vasúti fővonal, továbbá a Iasi felé tartó vasútvonal itt ágazik ketté.
1890-ben 782, 1912-ben 1717 lakost számoltak itt össze. 1992-ben már 35.897 lakosa volt.
Jelentős gépgyártással, fémfeldolgozó- és élelmiszeriparral rendelkezik.

## Testvérvárosok
- Fjell, Norvégia
- Várpalota, Magyarország

## Hírességek
- Mihail Sadoveanu (1880–1961) író, politikus
- Constantin Ciopraga (n. 1916) kritikus, irodalomtörténész
- Ion Vasilenco (1926–1977) kritikus, irodalomtörténész
- Eugen Nechifor (1929–2003) politikus, polgármester
- Octavian Nemescu (1940–) zeneszerző
- Mihail Voicu (1943–) mérnök, akadémikus
- Mircea Ciopraga (1960–) politikus
- Corina Dănilă (1972–) színésznő

## Nevezetességek
- Szent Mihály- és Gábor temploma - 1664-ben épült, műemlék épület.
- Cantacuzino - Paşcani család udvarháza (Casele Cantacuzino) - A 17. században épült. A lakóház építészet helyi fejlődésére jellemző, hogy zárt térrészeit árkádos nyitott veranda egészíti ki. Az épület a Cetățuia-kolostor elöljárójának háztípusával rokon, de annál keletiesebb.